# Мајорка
Мајорка (шпански и каталонски: Mallorca) је највеће острво у Шпанији. Налази се у Средоземном мору и део је архипелага Балеарска острва (каталонски: Illes Balears, шпански: Islas Baleares). Као и друга Балеарска острва, Ибиза, Форментера и Менорка, острво је популарна туристичка дестинација. Од шездесетих година 20. века, постала је синоним за масовни туризам. Име потиче од латинског insula maior, „велико острво"; касније Maiorica.
Главни град острва, Палма де Мајорка, је такође и главни град аутономне заједнице Балеарска острва. Химна Мајорке је Ла Балангера.

## Географија
Мајрока има два планинска региона од којих су оба дугачка око 70 km. Они се налазе на северозападу (Сера де Трамунтана или Трамунтана масив) и на источној трећини острва. Највиши врх на Мајорки је Пуђ Мађор (1.445 m) на Serra de Tramuntana. На њему се налази војно подручје, а оближњи врх Пуђ де Масанеља је највиши доступни врх (1.364 m). На североисточној обали налазе се два залива: Бадија де Пољенса и већи, Бадиа д’Алкудија. Северна обала је углавном стрма и има много гребена. Централна област која се шири око Палме је углавном пространа плодна равница позната као Ес Пла.
Клима је медитеранска, са више падавина на Serra de Tramuntana. У равници су лета топла, зиме умерене до хладне, а најхладније су на масиву Трамунтана; у овом делу острва нису неуобичајене снежне падавине током зиме.
Поред острва се налазе два мала ненастањена острва: Кабрера (југоисточно од Палме) и Драгонера (западно од Палме).

## Историја

### Оснивање Мајорке
Мајорка је била настањена од преисторијских времена. Откривени су гробови и трагови насеља из палеолитског доба (6000–4000. п. н. е.). Римљани су освојили Мајорку 123. п. н. е. под Квинт Цецилије Метелом. Острво је под римском владавином цветало, а у то време су основани градови Pollentia (Алкудија) и Palmaria (Палма де Мајорка). На острву су гајене маслине, виногради, а произвођена је и со. Мајоркански војници су били цењени у римским легијама због своје вештине у бацању праћке.
Вандали су опустошили острво 426. године, а припојили су га своме царству 465. Године 534. Мајорку је освојила Византија, и управљала њоме као делом провинције Сардинија. Под византијском влашћу је цветало хришћанство па је подигнут већи број цркава. Али од 707. острво су непрестано нападали муслимански пљачкаши из северне Африке.
Кордопски халифат је 902. године освојио Мајорку, доневши нови период просперитета острву. Кад је халифат био на врхунцу, Маври су унапредили пољопривреду наводњавањем, а развили су и локалне занате. Пошто се халифат 1015. распао, започела је ера опадања. Мајорка је дошла под управу владара таифе Денија, а од 1087. до 1114. била је независно поглаварство. Међутим, једна експедиција из Пизе и Каталоније је 1114. освојила острво и држала Палму под опсадом 8 месеци. Кад је град пао, освајачи су се повукли, а заменили су их Алморавиди из северне Африке, који су владали со 1203. Алморавиде је истерала династија Алмохада који су владали до 1229. Искористивши конфузију и нереде, краљ Ђауме I Освајач је извршио инвазију са 15.000 војника и 1.500 коња, и припојио острво Арагонској круни после тромесечног војног похода.
После смрти Ђаумеа I 1276. његови синови су поделили краљевство. Ђауме II постао је краљ нове Краљевине Мајорка. Године 1344. краљ Пере IV од Арагона освојио је и вратио острво круни.
Од 1479. Арагонска круна се браком између Фернанда Арагонског и Изабеле од Кастиље ујединила са Круном Кастиље. У раном 18. веку, Рат за шпанско наслеђе окончан је уједињењем шпанске монархије. Године 1716. Декретом из Нуева Планте, Мајорка је постала део шпанске покрајине Балеари, која одговара данашњим Балеарским острвима.

### Палма
Главни град Мајорке, Палма, основан је као римски логор назван Паламарија на остацима талајотског насеља. У бурној историји град су неколико пута пустошили Вандали у време пада Римског царства. Касније су га освајали Византинци, колонизовали Маври (који су га назвали Medina Mayurqa), а коначно га је установио Ђауме I Освајач. Године 1983, Палма је постала главни град аутономне покрајине Балеарска острва.

### 20. век и данас
Од педесетих година 20. века успон масовног туризма радикално је променио физиономију и града и острва, претворивши га у атрактивни центар за стране туристе и за раднике из континенталне Шпаније. То је допринело великим променама у традицији, социолингвистичкој мапи, урбанизацији и куповној моћи.
Захваљујући туризму Палма је значајно напредовала. Године 1960. Мајорка је имала 500.000 посетилаца, док је 1997. имала 6.739.700. Године 2001, више од 19.200.000 путника прошло је кроз аеродром Son Sant Joan у Палми, уз додатних 1,5 милиона који су дошли морем.
У 21. веку, план урбаног развоја, Pla Mirall ("План огледало"), привукао је велики број радника имиграната ван Европске уније, нарочито из Африке и Јужне Америке.
Локалне новине Диарио де Мајорка објавиле су 14. новембра 2005. тврдње да је ЦИА користила аеродром на острву за програм тајног превоза осумњичених за тероризам.

## Управа
Острво је административно подељено на следеће општине:
| - Аларо - Алкудија - Алгаида - Андрач - Аријањ - Арта - Бањабуфар - Бинисалем - Бугер - Буњола - Кала Ратјада - Калвија - Кампанет - Кампос - Капдепера - Консељ - Костич - Деја - Ескорса | - Еспорлес - Естељенк - Феланич - Форналуч - Инка - Љорет де Висталегре - Љосета - Љуби - Љукмајор - Манакор - Манакор де ла Ваљ - Марија де ла Салут - Марачи - Монтуири - Муро - Палма де Мајорка - Петра - Побла | - Пољенса - Поререс - Пуђпуњет - Санта Еуђенија - Санта Маргалида - Санта Марија дел Ками - Сантањи - Сант Ђоан - Сант Љоренс дес Кардасар - Селва - Сенсељес - Сес Салинес - Синеу - Сољер - Сон Сервера - Ваљдемоса - Виљафранка дел Бонањ |

## Атракције
- Тврђава Бејвер
- Катедрала у Палма (Ла Сеу)
- Пећини до Драк (Ковес дел Драк)
- Железница до Сојер
- Планине Трамунтана
- са Калобра

## Људи
Познатији Мајорканци су писац и филозоф Рамон Љуљ и Хуниперо Сера, фрањевачки опат који је основао ланац мисија у Alta California, из 19. века, војни командант, Хоакин Ховељар и Солер и председник владе Шпаније у два мандата, Антонио Маура Монтанер. У скорије време познати су тенисери Рафаел Надал и Карлос Моја. Стриц Рафаела Надала је бивши шпански интернационални фудбалер Мигел Анхел Надал. Године 2006. Мајорканац Хорхе Лоренсо освојио је титулу светског првака у мотоциклизму у класи од 250cc.
На острву су живели многи познати људи. Фредерик Шопен и Жорж Санд, су кратко живели на Мајорки, у стану изнајмљеном од једног манастира. Роберт Гревс, после објављивања своје аутобиографије Good Bye to All That (Збогом свему), преселио се на Мајорку и на њој остао до краја живота. Сликар Хуан Миро је умро у Сон Абринесу у Палми 25. децембра 1983. пошто је своје последње године провео на острву. На Мајорци је 1992. основана Фондација Пилар и Хуана Мироа.
Филмске звезде, Кетрин Зита-Џоунс и Мајкл Даглас од касних деведесетих имају своју резиденцију на северној обали острва и проводе овде половину године. Такође, Михаел Шумахер, Клаудија Шифер, Ени Ленокс, Џулијан Ленон, Синтија Пауел (бивша жена Џона Ленона), тенисер Борис Бекер, тенисер Рафаел Надал (иначе Мајоркинац), тенисерка Ана Ивановић, бивши шпански политичар Фелипе Гонсалес, бивши енглески фудбалер Стив Макманаман и забављач Питер Стрингфелоу имају резиденције на острву. Острво је дом и познатих модерних сликара Мигела Барсела, Хосе Марија Сисилија и Астрид Коломар.
Чланови шпанске краљевске породице традиционално проводе летњи одмор на Мајорки, где имају палату.

## Језик
Званични језици на Мајорки су каталонски и шпански. Месни дијалект каталонског језика доморадачког становништва је познат као Mallorquí, а понекад се назива и Balear или балеарски, иако су дијалекти различити на сваком острву, па чак и у сваком селу. Млађи Мајорканци обично говоре и шпански и каталонски, уз нешто знања енглеском и немачког језика, због комуникације са туристима.

## Политика
Балеарска острва, којима припада и Мајорка, су шпанска аутономна јединица. Тренутно је на власти коалиција пет левичарских и националистичких партија, коју предводи Социјалистичка партија (ПСОЕ).
На острву постоји посебно управно тело звано Consell Insular de Mallorca (Веће острва Мајорка) која у својој надлежности има културу, путеве, железницу и општинску администрацију. Већници представљају острво у Балеарском парламенту.

## Кухиња
Године 2005. на острву је било преко 2.400 ресторана, од малих барова до великих ресторана. Иако се Мајорка налази у Средоземном мору, већина плодова мора се увози. Маслине и бадеми су типичан састојак мајорканске кухиње. Острво има преко 4 милиона стабала маслине и бадема. Јела која се заиста могу назвати мајорканским су собресада и дивљи пиринач — кувани пиринач са шафраном, пилетином, свињетином и поврћем, а за љубитеље слаткиша, енсајмада.